# Ріо Гіллен
Ріо Гіллен (нід. Rio Hillen, нар. 5 березня 2003, Амстердам, Нідерланди) — нідерландський футболіст, центральний захисник клубу «Де Графсхап».

## Ігрова кар'єра

### Клубна
Ріо Гіллен почав займатися футболом в спортивних школах свого рідного міста Амстердам. У 2014 році він приєднався до академії клубу АЗ. Влітку 2019 року Гіллен продовжив свій розвиток і перейшов до молодіжної команди столичного «Аяксу». Починаючи з сезону 2020/21 футболіст почав свої виступи в резервній команді «Йонг Аякс» в Еерстедивізі. Під час міжсезонних підготовок Гіллен грав в основному складі «Аяксу», але не зіграв жодного офіційного матчу за першу команду.
22 червня 2022 року Гіллен підписав жворічний контракт з клубом «Де Графсхап» і в першому турі нового сезону дебютував за команду у турнірі Еерстедивізі. У жовтні 2023 року захисник отримав важку травму коліна, через яку змушений був пропустити кілька місяців поза грою.

### Збірна
Маючи бразильське коріння по лінії матері, Ріо Гіллен на міжнародному рівні почав виступи за юнацькі збірні Нідерландів.